# Criminalidade no Canadá

Mapa das taxas de criminalidade no Canadá em 2007.
< 800 per 100,000
801-1000 per 100,000
1001-1500 per 100,000
1501-2000 per 100,000
2001-3000 per 100,000
3001-5000 per 100,000
> 5000 per 100,000

De acordo com a constituição canadense, o poder de estabelecer o direito penal e regras de investigação é investido no Parlamento federal. As províncias compartilham a responsabilidade pela aplicação da lei (embora o policiamento provincial em muitas jurisdições seja contratado pela Real Polícia Montada do Canadá), e enquanto o poder de processar as infrações criminais é atribuído ao governo federal, e a delegação dos tipos de infrações penais. Leis e diretrizes de sentença são uniformes em todo o país, mas as leias das províncias variam em seu nível de execução.

## Dados daStatistics Canada

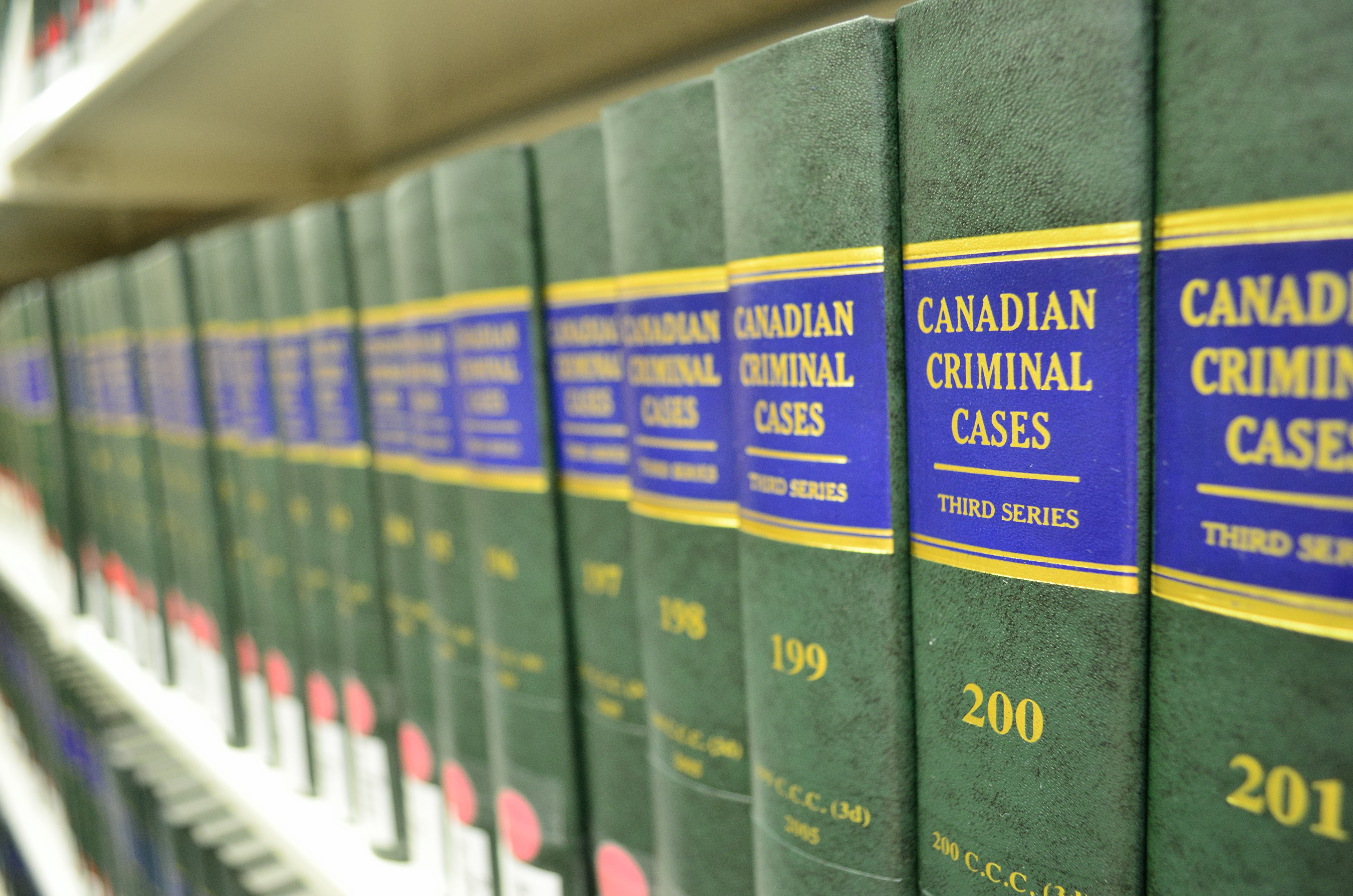
Coleção de casos criminais do Canadá

Houve 2.452.787 crimes relatados em 2006; 48% foram crimes relacionados com a propriedade e 12,6% foram crimes violentos. Em uma taxa de 7.518 incidentes relatados por 100.000 pessoas, a taxa de criminalidade em 2006 (o último ano para o qual há estatísticas) foi a menor taxa de criminalidade em vinte e cinco anos. A taxa de criminalidade tem tido em geral declínio desde 1991.
A província com a menor taxa de criminalidade em 2006 pelo terceiro ano consecutivo foi Ontário com 5.689 incidentes para cada 100.000 habitantes, seguido por Quebec com 5.909 infrações para 100.000 pessoas. A província com a maior taxa de criminalidade pelo nono ano consecutivo foi Saskatchewan com 13.711 infrações para cada 100.000 pessoas. Regina é a cidade com a maior taxa de criminalidade seguida por sua contraparte provincial Saskatoon. As Cidades de Quebec, Trois-Rivières e Saguenay tiveram as menores taxas de criminalidade de toda a província de Quebec. Winnipeg tem tido a maior taxa de criminalidade de 2009 até 2012. Durante anos, mulheres canadenses nativas têm sido vítimas de agressão sexual e assassinato e muitas vezes e houve queixas de que a polícia não prestou atenção suficiente para o problema. Os três territórios do Canadá tiveram índices de criminalidade per capita mais altos do que qualquer província. Como evidenciado pelo mapa do crime, Saskatchewan teve a taxa de criminalidade mais elevada do que as outras províncias canadenses, mas inferior a taxa de crime dos territórios.
O número de assassinatos caiu para 594 em 2007, 12 a menos do que no ano anterior. Um terço dos assassinatos de 2007 foram por esfaqueamentos e outro terço foi por armas de fogo. Em 2007, houve 190 facadas e 188 tiroteios. Revólveres foram usados em dois terços de todos os assassinatos com armas de fogo. Setenta e quatro jovens foram acusados de assassinato, 11 a menos que no ano anterior. Cerca de 84% dos assassinatos foram cometidos por alguém conhecido da vítima. As vítimas masculinas de homicídio eram mais susceptíveis a serem mortas por um conhecido, alguém conhecido por eles através de um relacionamento criminoso, ou um estranho. As vítimas femininas de homicídio foram mais frequentemente mortas por um parceiro atual ou ex-parceiro íntimo, ou por outro membro da família. A província com a maior taxa de criminalidade foi Manitoba, enquanto as menores taxas de criminalidade ocorreram nas províncias de Ilha do Príncipe Eduardo e Terra Nova e Labrador.
A polícia informou que a violência criminal é considerada como uma contagem insuficiente das taxas de violência reais. Assim, aproximadamente a cada cinco anos, a Statistics Canada conduz uma pesquisa de vitimização no Canadá. A última Pesquisa Social Geral foi realizada em 2004, onde 24 mil pessoas foram contatadas por telefone, os resultados foram 106 incidentes de violência relatados por a cada 1.000 entrevistados, o que é ligeiramente menor do que em 1999, quando o resultado foi de 111 infrações violetas para 1.000 entrevistados.

## Crimes

### Capitais por assassinato desde 1981
Winnipeg foi a "capital do assassinato" do Canadá 20 vezes desde que as taxas de homicídio foram disponibilizadas em 1981, as taxas de Winnipeg são muito superiores as de qualquer outra cidade.
| Lista de "capitais do assassinato" do Canadá | Lista de "capitais do assassinato" do Canadá  |
| Cidade                                       | Número de Vezes como "Capital do assassinato" |
| -------------------------------------------- | --------------------------------------------- |
| Winnipeg                                     | 20                                            |
| Ottawa-Gatineau                              | 8                                             |
| Montreal                                     | 3                                             |
| Edmonton                                     | 2                                             |
| Vancouver                                    | 2                                             |
| Calgary                                      | 1                                             |

### Lista de cidades por Índice de severidade do crime violento
| Índice de severidade do crime violento, por ano | Índice de severidade do crime violento, por ano | Índice de severidade do crime violento, por ano | Índice de severidade do crime violento, por ano | Índice de severidade do crime violento, por ano | Índice de severidade do crime violento, por ano |
| Cidade                                          | 2013                                            | 2012                                            | 2011                                            | 2010                                            | 2009                                            |
| ----------------------------------------------- | ----------------------------------------------- | ----------------------------------------------- | ----------------------------------------------- | ----------------------------------------------- | ----------------------------------------------- |
| St. John's                                      | 79.5                                            | 77.3                                            | 74.7                                            | 90.1                                            | 69.3                                            |
| Halifax                                         | 84.8                                            | 92.4                                            | 111.7                                           | 105.6                                           | 120.0                                           |
| Moncton                                         | 66.5                                            | 73.4                                            | 68.2                                            | 72.4                                            | 79.4                                            |
| Regina                                          | 105.8                                           | 110.1                                           | 123.5                                           | 151.2                                           | 155.6                                           |
| Saskatoon                                       | 109.9                                           | 126.4                                           | 134.5                                           | 155.7                                           | 154.7                                           |
| Thunder Bay                                     | 110.9                                           | 118.8                                           | 128.7                                           | 138.5                                           | 136.1                                           |
| Winnipeg                                        | 119.9                                           | 145.4                                           | 173.8                                           | 163.9                                           | 187.0                                           |
| Kelowna                                         | 67.1                                            | 81.8                                            | 86.0                                            | 95.9                                            | 104.3                                           |
| Vancouver                                       | 83.6                                            | 92.6                                            | 98.3                                            | 108.2                                           | 117.8                                           |
| Brantford                                       | 73.9                                            | 67.6                                            | 84.5                                            | 92.5                                            | 91.5                                            |
| Edmonton                                        | 89.7                                            | 95.8                                            | 105.9                                           | 106.0                                           | 118.7                                           |
| Abbotsford–Mission                              | 70.7                                            | 79.7                                            | 72.4                                            | 89.8                                            | 118.8                                           |
| Montreal                                        | 79.5                                            | 87.8                                            | 97.7                                            | 98.3                                            | 102.7                                           |
| Saint John                                      | 59.5                                            | 68.0                                            | 91.3                                            | 96.4                                            | 100.3                                           |
| London                                          | 56.9                                            | 64.1                                            | 70.5                                            | 74.3                                            | 69.9                                            |
| Greater Sudbury                                 | 66.3                                            | 75.4                                            | 78.7                                            | 85.0                                            | 98.1                                            |
| Victoria                                        | 54.4                                            | 63.7                                            | 70.9                                            | 81.3                                            | 81.0                                            |
| Saguenay                                        | 57.2                                            | 79.4                                            | 55.2                                            | 59.2                                            | 72.8                                            |
| Trois-Rivières                                  | 51.4                                            | 46.4                                            | 46.2                                            | 44.4                                            | 56.0                                            |
| Calgary                                         | 62                                              | 61.2                                            | 72.1                                            | 82.1                                            | 84.8                                            |

### Estatísticas da criminalidade por província ou território
Estatísticas de criminalidade variam consideravelmente em diferentes partes do Canadá. Em geral, as províncias orientais têm as taxas de criminalidade violenta mais baixas, enquanto as províncias ocidentais têm taxas mais altas e os territórios possuem taxas mais altas ainda. Das províncias, Manitoba e Saskatchewan têm as maiores taxas de crimes violentos. O gráfico abaixo também mostra que Saskatchewan tem a maior taxa de assalto, e que Manitoba tem a maior taxa de crimes sexuais, taxas de roubo e taxas de homicídios de qualquer outra província canadense.
Estatísticas de criminalidade de 2012 para províncias e territórios são mostrados abaixo, conforme dados da Statistics Canada.
| Taxas de Crime (por 100.000 habitantes) das Províncias e Territórios do Canadá | Taxas de Crime (por 100.000 habitantes) das Províncias e Territórios do Canadá | Taxas de Crime (por 100.000 habitantes) das Províncias e Territórios do Canadá | Taxas de Crime (por 100.000 habitantes) das Províncias e Territórios do Canadá | Taxas de Crime (por 100.000 habitantes) das Províncias e Territórios do Canadá | Taxas de Crime (por 100.000 habitantes) das Províncias e Territórios do Canadá | Taxas de Crime (por 100.000 habitantes) das Províncias e Territórios do Canadá | Taxas de Crime (por 100.000 habitantes) das Províncias e Territórios do Canadá | Taxas de Crime (por 100.000 habitantes) das Províncias e Territórios do Canadá | Taxas de Crime (por 100.000 habitantes) das Províncias e Territórios do Canadá | Taxas de Crime (por 100.000 habitantes) das Províncias e Territórios do Canadá | Taxas de Crime (por 100.000 habitantes) das Províncias e Territórios do Canadá | Taxas de Crime (por 100.000 habitantes) das Províncias e Territórios do Canadá | Taxas de Crime (por 100.000 habitantes) das Províncias e Territórios do Canadá | Taxas de Crime (por 100.000 habitantes) das Províncias e Territórios do Canadá |
| ------------------------------------------------------------------------------ | ------------------------------------------------------------------------------ | ------------------------------------------------------------------------------ | ------------------------------------------------------------------------------ | ------------------------------------------------------------------------------ | ------------------------------------------------------------------------------ | ------------------------------------------------------------------------------ | ------------------------------------------------------------------------------ | ------------------------------------------------------------------------------ | ------------------------------------------------------------------------------ | ------------------------------------------------------------------------------ | ------------------------------------------------------------------------------ | ------------------------------------------------------------------------------ | ------------------------------------------------------------------------------ | ------------------------------------------------------------------------------ |
| Província/Territóro                                                            | Canadá                                                                         | NL                                                                             | PE                                                                             | NS                                                                             | NB                                                                             | QC                                                                             | ON                                                                             | MB                                                                             | SK                                                                             | AB                                                                             | BC                                                                             | YT                                                                             | NT                                                                             | NU                                                                             |
| Violação do Código Penal                                                       | 1190.12                                                                        | 1538.64                                                                        | 1168.34                                                                        | 1365.45                                                                        | 1475.63                                                                        | 1047.23                                                                        | 901.27                                                                         | 2040.88                                                                        | 2200.73                                                                        | 1382.00                                                                        | 1382.02                                                                        | 4035.90                                                                        | 7993.26                                                                        | 10003.86                                                                       |
| Homicídio                                                                      | 1.56                                                                           | 0.59                                                                           | 0.00                                                                           | 1.79                                                                           | 0.79                                                                           | 1.34                                                                           | 1.20                                                                           | 4.10                                                                           | 2.69                                                                           | 2.19                                                                           | 1.54                                                                           | 0.00                                                                           | 11.53                                                                          | 14.84                                                                          |
| Tentativa de homicídio                                                         | 1.94                                                                           | 0.00                                                                           | 0.68                                                                           | 3.58                                                                           | 1.46                                                                           | 2.37                                                                           | 1.95                                                                           | 1.74                                                                           | 2.50                                                                           | 1.08                                                                           | 1.80                                                                           | 0.00                                                                           | 4.61                                                                           | 0.00                                                                           |
| Crime sexual                                                                   | 62.85                                                                          | 72.37                                                                          | 50.64                                                                          | 70.41                                                                          | 65.88                                                                          | 49.48                                                                          | 59.08                                                                          | 115.23                                                                         | 96.48                                                                          | 72.74                                                                          | 56.12                                                                          | 213.29                                                                         | 406.01                                                                         | 531.21                                                                         |
| Assalto                                                                        | 678.21                                                                         | 900.21                                                                         | 614.62                                                                         | 746.92                                                                         | 800.05                                                                         | 559.96                                                                         | 496.76                                                                         | 1288.64                                                                        | 1499.42                                                                        | 835.62                                                                         | 762.27                                                                         | 2675.82                                                                        | 5326.53                                                                        | 6875.99                                                                        |
| Roubo                                                                          | 79.36                                                                          | 27.70                                                                          | 17.11                                                                          | 46.48                                                                          | 21.69                                                                          | 71.80                                                                          | 79.49                                                                          | 168.11                                                                         | 95.93                                                                          | 69.05                                                                          | 97.52                                                                          | 30.47                                                                          | 53.06                                                                          | 17.81                                                                          |
| Assédio criminal                                                               | 63.65                                                                          | 39.21                                                                          | 75.29                                                                          | 66.51                                                                          | 91.14                                                                          | 62.87                                                                          | 71.75                                                                          | 25.26                                                                          | 49.26                                                                          | 57.52                                                                          | 56.29                                                                          | 44.32                                                                          | 140.72                                                                         | 175.09                                                                         |
| Ameaças                                                                        | 201.78                                                                         | 389.73                                                                         | 257.35                                                                         | 290.19                                                                         | 342.48                                                                         | 214.63                                                                         | 122.36                                                                         | 303.63                                                                         | 295.66                                                                         | 211.27                                                                         | 266.28                                                                         | 689.73                                                                         | 1264.16                                                                        | 1552.07                                                                        |
| Outras violações                                                               | 91.48                                                                          | 101.81                                                                         | 144.41                                                                         | 130.61                                                                         | 148.95                                                                         | 69.49                                                                          | 61.25                                                                          | 129.04                                                                         | 148.71                                                                         | 124.20                                                                         | 133.92                                                                         | 360.10                                                                         | 738.20                                                                         | 718.17                                                                         |
| Violações de propriedade                                                       | 3414.44                                                                        | 3674.18                                                                        | 4585.74                                                                        | 3932.45                                                                        | 3229.45                                                                        | 2703.30                                                                        | 2622.31                                                                        | 4871.81                                                                        | 6189.96                                                                        | 4293.88                                                                        | 4710.95                                                                        | 8667.35                                                                        | 24023.62                                                                       | 16580.11                                                                       |
| Arrombo e invasão                                                              | 503.75                                                                         | 544.61                                                                         | 570.82                                                                         | 508.49                                                                         | 480.19                                                                         | 572.64                                                                         | 361.73                                                                         | 731.10                                                                         | 790.03                                                                         | 499.34                                                                         | 649.59                                                                         | 567.85                                                                         | 1520.22                                                                        | 1845.86                                                                        |
| Roubo de veículo a motor                                                       | 223.45                                                                         | 98.70                                                                          | 108.83                                                                         | 139.88                                                                         | 151.20                                                                         | 258.48                                                                         | 141.03                                                                         | 294.00                                                                         | 400.66                                                                         | 356.22                                                                         | 272.23                                                                         | 407.19                                                                         | 456.76                                                                         | 465.92                                                                         |
| Roubo acima de US$ 5.000 (veículo não motorizado)                              | 44.29                                                                          | 45.84                                                                          | 27.38                                                                          | 29.62                                                                          | 30.82                                                                          | 52.09                                                                          | 33.96                                                                          | 34.73                                                                          | 51.21                                                                          | 59.19                                                                          | 54.52                                                                          | 69.25                                                                          | 71.51                                                                          | 47.48                                                                          |
| Roubo abaixo de US$ 5.000 (veículo não motorizado)                             | 1424.24                                                                        | 1183.83                                                                        | 2210.05                                                                        | 1701.18                                                                        | 1319.40                                                                        | 1017.91                                                                        | 1277.20                                                                        | 1412.70                                                                        | 1667.75                                                                        | 1627.93                                                                        | 2285.26                                                                        | 2501.32                                                                        | 2242.27                                                                        | 1178.15                                                                        |
| Travessura                                                                     | 875.65                                                                         | 1562.83                                                                        | 1248.42                                                                        | 1169.82                                                                        | 921.89                                                                         | 497.37                                                                         | 498.89                                                                         | 2101.57                                                                        | 2778.81                                                                        | 1312.09                                                                        | 1045.24                                                                        | 4670.23                                                                        | 19248.43                                                                       | 12686.59                                                                       |
| Outras violações do Código Penal                                               | 983.56                                                                         | 983.50                                                                         | 769.99                                                                         | 1031.00                                                                        | 814.21                                                                         | 565.55                                                                         | 492.78                                                                         | 1896.60                                                                        | 3122.62                                                                        | 1586.58                                                                        | 1634.15                                                                        | 8013.63                                                                        | 16034.97                                                                       | 12645.04                                                                       |
| Perturbação da paz                                                             | 322.57                                                                         | 384.86                                                                         | 398.34                                                                         | 236.96                                                                         | 213.51                                                                         | 7.81                                                                           | 49.37                                                                          | 828.96                                                                         | 658.82                                                                         | 612.61                                                                         | 1015.24                                                                        | 5260.24                                                                        | 12510.09                                                                       | 9490.46                                                                        |
| Violações da administração da justiça                                          | 517.92                                                                         | 417.24                                                                         | 237.50                                                                         | 599.67                                                                         | 397.65                                                                         | 470.82                                                                         | 346.63                                                                         | 877.90                                                                         | 2129.99                                                                        | 796.67                                                                         | 364.08                                                                         | 2304.65                                                                        | 2798.22                                                                        | 2581.83                                                                        |
| Outras violações                                                               | 509.51                                                                         | 439.09                                                                         | 565.35                                                                         | 588.71                                                                         | 561.95                                                                         | 375.71                                                                         | 413.59                                                                         | 553.12                                                                         | 995.89                                                                         | 635.07                                                                         | 650.36                                                                         | 927.95                                                                         | 1421.02                                                                        | 982.28                                                                         |
| Violações de trânsito do Código Penal                                          | 403.86                                                                         | 442.01                                                                         | 442.15                                                                         | 358.18                                                                         | 383.36                                                                         | 519.22                                                                         | 238.30                                                                         | 396.13                                                                         | 1070.69                                                                        | 553.00                                                                         | 389.33                                                                         | 1326.83                                                                        | 1799.35                                                                        | 1169.24                                                                        |
| Conduzir embriagado                                                            | 242.21                                                                         | 361.25                                                                         | 328.53                                                                         | 283.86                                                                         | 287.85                                                                         | 205.78                                                                         | 127.12                                                                         | 296.84                                                                         | 725.40                                                                         | 417.06                                                                         | 311.41                                                                         | 1074.76                                                                        | 1534.06                                                                        | 1006.02                                                                        |
| Outras violações do Código Penal no trânsito                                   | 161.65                                                                         | 80.76                                                                          | 113.62                                                                         | 74.31                                                                          | 95.51                                                                          | 313.44                                                                         | 111.18                                                                         | 99.29                                                                          | 345.29                                                                         | 135.94                                                                         | 77.92                                                                          | 252.07                                                                         | 265.29                                                                         | 163.22                                                                         |
| Violações do Estatuto Federal                                                  | 416.55                                                                         | 359.50                                                                         | 338.11                                                                         | 418.15                                                                         | 388.65                                                                         | 331.02                                                                         | 315.68                                                                         | 381.85                                                                         | 1030.50                                                                        | 372.07                                                                         | 755.62                                                                         | 650.95                                                                         | 1783.20                                                                        | 1302.79                                                                        |
| Violações de Drogas                                                            | 313.71                                                                         | 275.24                                                                         | 240.93                                                                         | 336.56                                                                         | 257.30                                                                         | 271.75                                                                         | 243.50                                                                         | 260.29                                                                         | 563.54                                                                         | 303.42                                                                         | 549.81                                                                         | 526.30                                                                         | 1370.29                                                                        | 1207.83                                                                        |
| Estatutos federais                                                             | 66.79                                                                          | 59.88                                                                          | 73.24                                                                          | 49.86                                                                          | 85.72                                                                          | 38.04                                                                          | 42.34                                                                          | 45.30                                                                          | 278.90                                                                         | 40.01                                                                          | 167.16                                                                         | 80.33                                                                          | 175.32                                                                         | 35.61                                                                          |

## Polícia

Mapa de policiais per capita para cada 100.000 habitantes em todo o Canadá, 2012.
< 176
176-200
201-300
301-400
> 400

Em 2005, havia 61.050 policiais no Canadá, o que é equivale a um policial para cada 528.6 pessoas, mas com variações regionais significativas. Terra Nova e Labrador e Ilha do Príncipe Eduardo são as províncias que possuem menos policiais per capita, com 664,9 e 648,4 pessoas por oficial de polícia, respectivamente. Inversamente, a proporção mais alta de policiais para a população é encontrada nos territórios do norte do Canadá. O território de Nunavut possui 247,9 pessoas por oficial de polícia, os Territórios do Noroeste possuem 248,5 pessoas por oficial, e o Yukon, 258,2 pessoas por cada policial.
Essa é uma taxa substancialmente menor do que na maioria dos países desenvolvidos, apenas o Japão e a Suécia possuem taxas menores. Os Estados Unidos possuem cerca de um oficial para cada 411,5 pessoas e a Alemanha 344,8.
A força policial nacional do Canadá é a Royal Canadian Mounted Police (RCMP), que é a principal força policial do norte do Canadá e em áreas rurais, exceto em Quebec, Ontário e Terra Nova. Essas três províncias têm suas próprias forças policiais, embora a RCMP ainda opere em toda a Terra Nova rural e preste serviços policiais federais específicos em Ontário e Quebec. Muitas cidades e distritos têm suas próprias forças policiais municipais, enquanto outros têm contratos com a polícia provincial ou a RCMP para policiar suas comunidades.

#### Relatório das taxas de crime
Uma publicação das estatísticas do Canadá relatou que em 2009, apenas uma pequena parcela dos crimes que acontecem são denunciados à polícia (31% de todos os crimes), e este valor vem diminuindo desde 1999 (37%) e 2004 (34%). Apenas são relatados à polícia 54% dos arrombamentos e invasões, 43% dos roubos e 34% dos assaltos. A razão mais comum para não denunciar um crime é a vítima pensar que não é suficientemente importante (68%). Outras razões comuns incluem; Eles pensarem que a polícia não pode fazer nada sobre isso (59%), ou eles lidarem com isso de outra forma (42%).
| Crimes não declarados no Canadá (2009)            | Crimes não declarados no Canadá (2009) |
| Razão de não reportar o crime                     | Porcentagem da razão                   |
| ------------------------------------------------- | -------------------------------------- |
| Não é importante o suficiente                     | 68%                                    |
| A polícia não podia fazer nada                    | 59%                                    |
| Resolução de outra maneira                        | 42%                                    |
| O incidente foi um assunto pessoal                | 36%                                    |
| Não queria envolver a polícia                     | 35%                                    |
| A polícia não ajudaria                            | 22%                                    |
| O seguro não o cobriria                           | 15%                                    |
| Falta de confiança no sistema de justiça criminal | 14%                                    |
| Itens não retirados/recuperados                   | 14%                                    |
| A polícia seria parcial                           | 9%                                     |
| Medo de vingança pelo ofensor                     | 7%                                     |
| Medo de publicidade/cobertura de notícias         | 5%                                     |

## Punição
O Canadá aboliu a pena de morte por homicídio em 1976. Em 2001, o Canadá tinha cerca de 32.000 pessoas na prisão ou cerca de 0,13% da população total. Globalmente, os Estados Unidos são o país com a porcentagem mais elevada de população carcerária (aproximadamente 0.7% da população total). A média européia é 0.2% da população total, a França e a Alemanha possuem taxas ainda mais baixas que as taxas do Canadá, no entanto o Reino Unido, a Espanha e a maioria da Europa Oriental (Leste Europeu) possuem taxas mais elevadas.[carece de fontes?]

## Comparações
Comparar as taxas de criminalidade entre os países é algo difícil, isso devido às diferenças na jurisprudência, relatórios e classificações do crime. As estatísticas nacionais de criminalidade são na realidade estatísticas de apenas alguns tipos de crimes selecionados. Os dados são recolhidos através de vários métodos de levantamento que anteriormente variaram entre 15% e 100% de cobertura dos dados. Um estudo de 2001 da Statistics Canada concluiu que as comparações com os Estados Unidos no que diz respeito as taxas de homicídios eram as mais confiáveis. A comparação das taxas para seis crimes de menor incidência foi considerada possível, mas sujeita a mais dificuldades de interpretação. Por exemplo, os tipos de assaltos recebem diferentes classificações em leis no Canadá e nos Estados Unidos, tornando as comparações mais difíceis do que os homicídios. Na época, o crime de agressão agravada nos Estados Unidos podia ser comparado com a soma de três crimes canadenses (assalto agravado, assalto com arma e tentativa de assassinato). Esta comparação teve um viés predito que iria inflar os números canadenses por apenas 0,1%. O estudo também concluiu que a comparação direta da taxa de criminalidade total relatada pelos dois países (ou seja, crimes selecionados totais) era "inapropriada", uma vez que os totais incluem os conjuntos de dados do problema, bem como os conjuntos utilizáveis. Por razões como essas, os homicídios têm sido favorecidos em estudos internacionais à procura de preditores de taxas de criminalidade (preditores como a desigualdade econômica).
| Comparação de crimes entre países selecionados | Comparação de crimes entre países selecionados | Comparação de crimes entre países selecionados | Comparação de crimes entre países selecionados | Comparação de crimes entre países selecionados |
| País                                           | Homicídio                                      | Roubo                                          | Crime sexual                                   | Ano das estatísticas                           |
| ---------------------------------------------- | ---------------------------------------------- | ---------------------------------------------- | ---------------------------------------------- | ---------------------------------------------- |
| Canadá                                         | 1.6                                            | 79.4                                           | 62.9                                           | 2012                                           |
| Austrália                                      | 1.3                                            | 63.3                                           | 80.1                                           | 2011                                           |
| Inglaterra e Gales                             | 1.0                                            | 119.3                                          | 78.2                                           | 2012                                           |
| Irlanda                                        | 1.0                                            | 61.1                                           | 39.7                                           | 2011                                           |
| Nova Zelândia                                  | 0.9                                            | 47.1                                           | 76.5                                           | 2012                                           |
| Irlanda do Norte                               | 1.5                                            | 72.6                                           | 88.9                                           | 2010/2011                                      |
| Escócia                                        | 1.7                                            | 34.9                                           | 85.1                                           | 2012/2013                                      |
| África do Sul                                  | 30.1                                           | 297.5                                          |                                                | 2012                                           |
| Estados Unidos                                 | 4.5                                            | 102.2                                          | 110                                            | 2014                                           |
| Brasil                                         | 28,9                                           |                                                |                                                | 2015                                           |

### Estados Unidos
Muitos estudos têm sido realizados sobre a experiência comparativa e as políticas do Canadá com seu vizinho do sul, os Estados Unidos, e este é um tema de intensa discussão no Canadá.
Historicamente, a taxa de criminalidade violenta no Canadá é muito menor do que nos Estados Unidos e isso continua a ser o caso. Por exemplo, em 2000, a taxa de roubos nos Estados Unidos foi 65% maior, sua taxa de assalto agravado foi mais que o dobro, e sua taxa de homicídios foi três vezes maior em relação ao Canadá. No entanto, a taxa de alguns tipos de crime de propriedade é menor nos Estados Unidos do que no Canadá. Por exemplo, em 2006, as taxas de roubo de veículos foram 22% mais elevadas no Canadá do que nos Estados Unidos.
Além disso, nos últimos anos, a diferença entre os índices de criminalidade violenta entre os Estados Unidos e o Canadá diminuiu devido à queda acentuada da taxa de criminalidade violenta nos Estados Unidos. Por exemplo, enquanto a taxa de assalto agravada diminuiu na década de 1990 nos Estados Unidos de 324.000 por 100.000 em 2000, a taxa de assalto agravada no Canadá permaneceu relativamente estável, e foi de 143.000 para 100.000 em 2000. Em outras áreas, os Estados Unidos tiveram um declínio mais rápido. Por exemplo, enquanto a taxa de homicídios no Canadá diminuiu 36% entre 1991 e 2004, a taxa de homicídio nos Estados Unidos caiu 44%.